# Читтадини, Чельсо
Чельсо Читтадини (итал. Celso Cittadini dell’Angiolieri, 1553, Сиена — 1627) — итальянский учёный и поэт.

## Биография
Родом из Сиены. Молодость провел и Риме, откуда был приглашен в родной город для преподавания тосканского наречия. Основательно зная латинский, греческий и еврейский языки, обладал обширными познаниями в области древней филологии, эпиграфики и нумизматики. С особенной любовью занимался древностями родного города. Ему удалось собрать до 500 рукописей различных классических и тосканских писателей, которыми он и пользовался при своих филологических изысканиях.

## Труды
Главные работы «Rime platoniche del signor С. C. dell’Angiolieri con alcune brevi sposizioni dello stesso autore» (Венеция, 1585); «Tre orazioni» (Сиена, 1603); «Parthenodoxa, ovvero esposizione della canzone del Petrarca alla Vergine, Madre di Dio» (1604); «Trattati della vera origine e del processo e nome della nostra lingua, scritto in volgar sanese» (Венеция, 1601); «Le origini della volgar toscana favella» (Венеция, 1604). В двух последних поддержал мнение Леонардо Бруни о происхождении итальянского языка от народного латинского языка (sermo rusticus), а также оспаривал у тосканцев абсолютное первенство в литературном языке. Они были переизданы Джироламо Джильи (Girolamo Gigli) в Риме в 1721 г. под заглавием «Opere di Celso Cittadini».
Читтадини оставил, среди других рукописных произведений, «Discorso dell’antichità delle famiglie», труд по генеалогии сиенских фамилий; Джованни Джироламо Карли напечатал его с научными примечаниями: «Discorso della antichità delle famiglie» (Лукка, 1741).